# Arthur Edward Aitken
Arthur Edward Aitken (Rochford, 25 maggio 1861 – Roma, 29 marzo 1924) è stato un generale britannico.

## Biografia
Nato a Rochford in Essex, nel 1861.
Ha iniziato la sua carriera militare nel 1882 come un cavaliere. In seguito allo scoppio della prima guerra mondiale, Aitken ha condotto la prima incursione nell'Africa Orientale Tedesca  al comando del Indian Expeditionary Force B.
Gli 8 000 soldati di Aitken furono sconfitti nella Battaglia di Tanga nel novembre del 1914 dalle forze di difesa tedesche guidati da Paul Emil von Lettow-Vorbeck.
La battaglia è spesso conosciuta come la "Battaglia delle Api" per gli sciami di api che hanno ripetutamente interrotto i combattimenti, con entrambi gli schieramenti messi in fuga dagli insetti. Aitken era troppo sicuro di sé e non tentò alcuna ricognizione della zona.
Le truppe di Aitken sconfitte batterono in ritirata. Gli inglesi misero a tacere i dettagli di questa sconfitta per diversi mesi.
Dopo la battaglia di Tanga il generale Aitken fu richiamato in Inghilterra e retrocesso a colonnello.
Morì a Roma nel 1924, ed è sepolto nel Cimitero acattolico di Campo Cestio a Roma.